# Morez
Morez és un municipi francès situat al departament del Jura i a la regió de Borgonya - Franc Comtat. L'any 2007 tenia 5.354 habitants.

## Demografia

### Població
El 2007 la població de fet de Morez era de 5.354 persones. Hi havia 2.448 famílies de les quals 1.116 eren unipersonals (440 homes vivint sols i 676 dones vivint soles), 508 parelles sense fills, 624 parelles amb fills i 200 famílies monoparentals amb fills.
La població ha evolucionat segons el següent gràfic:
Habitants censats

### Habitatges
El 2007 hi havia 2.994 habitatges, 2.495 eren l'habitatge principal de la família, 107 eren segones residències i 392 estaven desocupats. 310 eren cases i 2.593 eren apartaments. Dels 2.495 habitatges principals, 868 estaven ocupats pels seus propietaris, 1.553 estaven llogats i ocupats pels llogaters i 74 estaven cedits a títol gratuït; 279 tenien una cambra, 399 en tenien dues, 619 en tenien tres, 671 en tenien quatre i 527 en tenien cinc o més. 1.241 habitatges disposaven pel capbaix d'una plaça de pàrquing. A 1.292 habitatges hi havia un automòbil i a 584 n'hi havia dos o més.

### Piràmide de població
La piràmide de població per edats i sexe el 2009 era:
| Homes | Edats   | Dones |
| ----- | ------- | ----- |
| 0     | 95 o +  | 8     |
| 16    | 90 a 94 | 32    |
| 32    | 85 a 89 | 72    |
| 32    | 80 a 84 | 44    |
| 96    | 75 a 79 | 148   |
| 76    | 70 a 74 | 112   |
| 96    | 65 a 69 | 76    |
| 100   | 60 a 64 | 120   |
| 116   | 55 a 59 | 124   |
| 196   | 50 a 54 | 204   |
| 176   | 45 a 49 | 192   |
| 196   | 40 a 44 | 216   |
| 236   | 35 a 39 | 188   |
| 212   | 30 a 34 | 268   |
| 245   | 25 a 29 | 248   |
| 300   | 20 a 24 | 308   |
| 284   | 15 a 19 | 221   |
| 236   | 10 a 14 | 189   |
| 228   | 5 a 9   | 148   |
| 160   | 0 a 4   | 200   |

## Economia
El 2007 la població en edat de treballar era de 3.601 persones, 2.550 eren actives i 1.051 eren inactives. De les 2.550 persones actives 2.265 estaven ocupades (1.188 homes i 1.077 dones) i 285 estaven aturades (143 homes i 142 dones). De les 1.051 persones inactives 224 estaven jubilades, 550 estaven estudiant i 277 estaven classificades com a «altres inactius».

### Ingressos
El 2009 a Morez hi havia 2.121 unitats fiscals que integraven 4.869,5 persones, la mediana anual d'ingressos fiscals per persona era de 16.851 €.

### Activitats econòmiques
Dels 301 establiments que hi havia el 2007, 4 eren d'empreses extractives, 6 d'empreses alimentàries, 1 d'una empresa de fabricació de material elèctric, 48 d'empreses de fabricació d'altres productes industrials, 18 d'empreses de construcció, 67 d'empreses de comerç i reparació d'automòbils, 9 d'empreses de transport, 17 d'empreses d'hostatgeria i restauració, 5 d'empreses d'informació i comunicació, 21 d'empreses financeres, 16 d'empreses immobiliàries, 30 d'empreses de serveis, 43 d'entitats de l'administració pública i 16 d'empreses classificades com a «altres activitats de serveis».
Dels 60 establiments de servei als particulars que hi havia el 2009, 1 era una oficina d'administració d'Hisenda pública, 1 gendarmeria, 1 oficina de correu, 7 oficines bancàries, 1 funerària, 1 taller de reparació d'automòbils i de material agrícola, 1 taller d'inspecció tècnica de vehicles, 5 autoescoles, 2 guixaires pintors, 3 fusteries, 4 lampisteries, 4 electricistes, 2 empreses de construcció, 6 perruqueries, 2 veterinaris, 4 agències de treball temporal, 9 restaurants, 5 agències immobiliàries i 1 tintoreria.
Dels 33 establiments comercials que hi havia el 2009, 2 eren supermercats, 1 un supermercat, 3 botiges de menys de 120 m², 5 fleques, 1 una fleca, 2 llibreries, 7 botigues de roba, 1 una botiga de roba, 2 sabateries, 2 botigues d'electrodomèstics, 1 una botiga de mobles, 1 una botiga de material de revestiment de parets i terra, 1 un drogueria, 1 una perfumeria i 3 floristeries.

## Equipaments sanitaris i escolars
El 2009 hi havia 1 hospital de tractaments de curta durada, 1 hospital de tractaments de mitja durada (seguiment i rehabilitació), 1 psiquiàtric, 1 centre d'urgències, 1 centre de salut, 3 farmàcies i 2 ambulàncies.
El 2009 hi havia 3 escoles maternals i 3 escoles elementals. A Morez hi havia 2 col·legis d'educació secundària i 1 liceu d'ensenyament general. Als col·legis d'educació secundària hi havia 512 alumnes i als liceus d'ensenyament general 745.

## Poblacions més properes
El següent diagrama mostra les poblacions més properes.